# Lepidotrigla sereti
Lepidotrigla sereti és una espècie de peix pertanyent a la família dels tríglids.

## Descripció
- Fa 11,8 cm de llargària màxima.
- La gola i la zona pectoral no tenen escates.[4]

## Hàbitat
És un peix marí, batidemersal i d'aigües fondes que viu entre 250-276 m de fondària.

## Distribució geogràfica
Es troba al Pacífic occidental: Nova Caledònia.

## Observacions
És inofensiu per als humans.